# Uhříněves
Uhříněves (německy Aurschinewes) je městská čtvrť a katastrální území o rozloze 1027,1 ha, tvořící většinu území pražské městské části Praha 22. Od roku 1866 byla Uhříněves městysem, v letech 1913–1974 městem.

## Historie
Dějiny Uhříněvsi sahají do 13. století. Nejstarší záznamy pocházejí z období kolem roku 1227, kdy se pod názvem Vgrinewez objevuje ve výčtu lokalit. Další zmínka je v listině z roku 1228, kdy je Uhříněves zapsána ve vlastnictví kláštera sv. Jiří na Pražském hradě. Tehdy se o ní píše jako o Ugrina ves. Svůj název mohla dostat podle již blíže neznámého původního majitele či zakladatele jménem Uher či Uhřín.

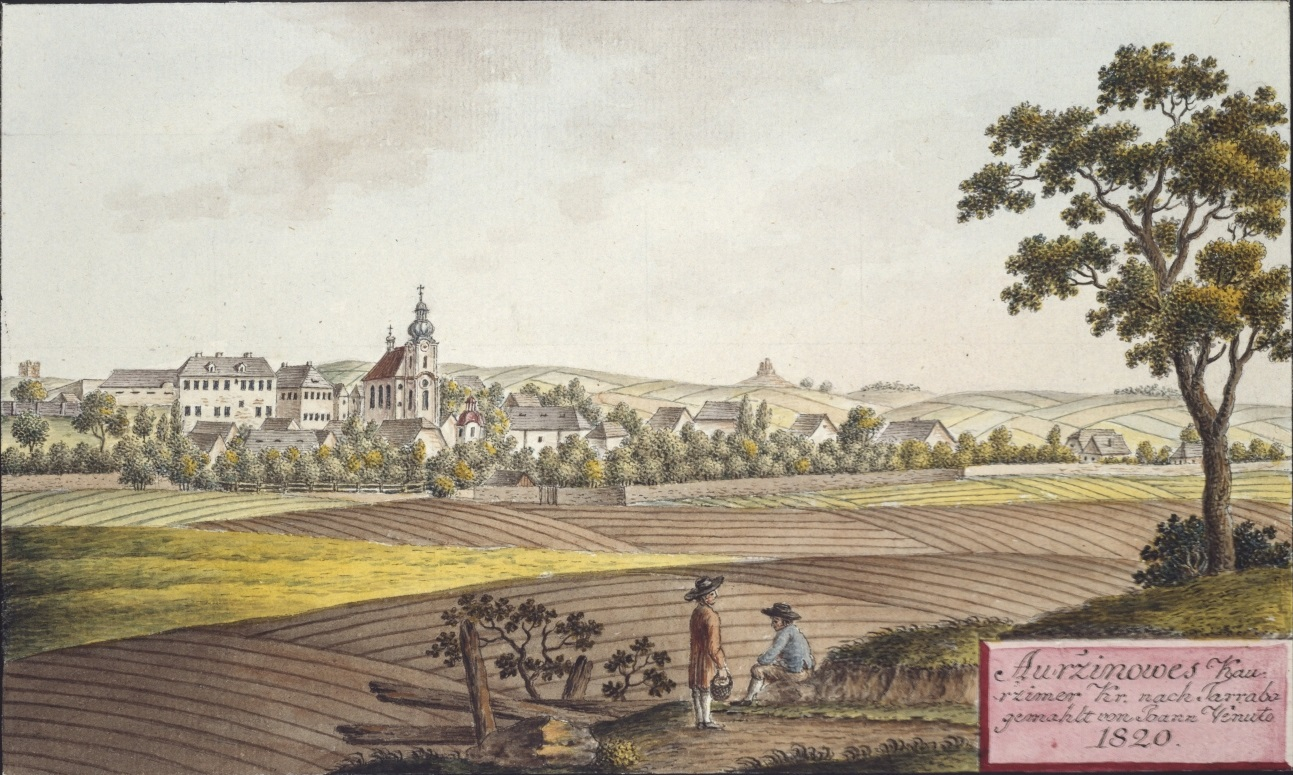
Pohled na Uhříněves v roce 1820, kresba od Johanna Venuta

V roce 1622 koupil v pobělohorské konfiskaci panství Uhřiněves (dobově psáno Auřinowes) kníže Karel I. (1569–1627) z Lichtenštejna. V roce 1850 byla obec po zrušení vrchnostenské správy zařazena do okresu Říčany, přechodně spadala i pod okresy Český Brod (1869-1895) a Žižkov (1895-1921). V roce 1921 se vrátila po připojení Žižkova k Velké Praze opět do říčanského okresu a po reorganizaci územně správního členění státu v roce 1960 patřila k okresu Praha-východ. Po připojení k Praze roku 1974 byla městskou částí obvodu Praha 10.
K největšímu rozvoji Uhříněvsi dochází v 19. století. Z vesnice se v roce 1866 stává městys. Rozvíjí se zemědělství i průmysl. V roce 1850 je postaven parní mlýn, roku 1866 místní cihelna a roku 1868 je postaven místní cukrovar. Díky stavbě železniční trati Praha – České Budějovice, která byla budována v roce 1870, se Uhříněves spojila s okolím. S přílivem obyvatelstva docházelo k výstavbě nových domů, výstavných vil i nové školy. V té době měla Uhříněves zhruba 2600 obyvatel. Rozvíjel se i kulturní a společenský život a sport, vznikaly spolky a sdružení. Roku 1913 byl městys Uhříněves povýšen na město a o rok později byl schválen i městský znak, navržený akademickým malířem Jindřichem Bubeníčkem, který se používá dodnes jako znak městské části Praha 22.
V roce 1920 byl v rámci pozemkové reformy zestátněný dvůr Uhříněves a Netluky s mlýnem Podleskem pronajat jako školní dvůr pro zemědělský odbor Českého vysokého učení technického v Praze, v roce 1923 byl ministerstvem školství a osvěty odkoupen. Školní závod zemědělský UHŘÍNĚVES II. nadále spravovalo ministerstvo školství a osvěty jako státní podnik.
Asi v 9 hodin 25. dubna 1945 zaútočily americké stíhací letouny, tzv. hloubkaři, na kolonu německých uprchlíků, která se nacházela v ulici Přátelství, mezi cukrovarem a náměstím Protifašistických bojovníků. Zahynuli také dva místní obyvatelé a dva byli zraněni.
Po únoru 1948 prodělal změny i Školní zemědělský závod, při kterém ministerstvo zemědělství pořádalo výcvikové kurzy pro družstevníky JZD. V roce 1953 sem přemístilo Výzkumný ústav živočišné výroby (nyní farma Uhříněves).

## Současnost
V současnosti je Uhříněves jedním z velkých rozvojových území Prahy. V posledních deseti letech zde byly kompletně zrekonstruovány inženýrské sítě, komunikace a chodníky. Od roku 2000 prochází přestavbou centrum Uhříněvsi na plochách po zrušeném cukrovaru, Dřevopodniku a přilehlých volných plochách blízko nádraží. Na nově vzniklém Novém náměstí vznikají bytové domy a prodejny. V roce 2002 zde byla otevřena nová radnice Úřadu městské části Praha 22.
Uhříněves se potýká se silnou automobilovou dopravou, která je vedená ulicí Přátelství středem obce a dále pokračuje na Říčany jako silnice I/2. Problémem je také velké množství kamionů směřujících do překladiště firmy Metrans umístěného na železniční trati mezi Uhříněvsí a Horními Měcholupy, které je podle vyjádření vlastníka největším vnitrozemským překladištěm ve střední a východní Evropě.

## Pamětihodnosti

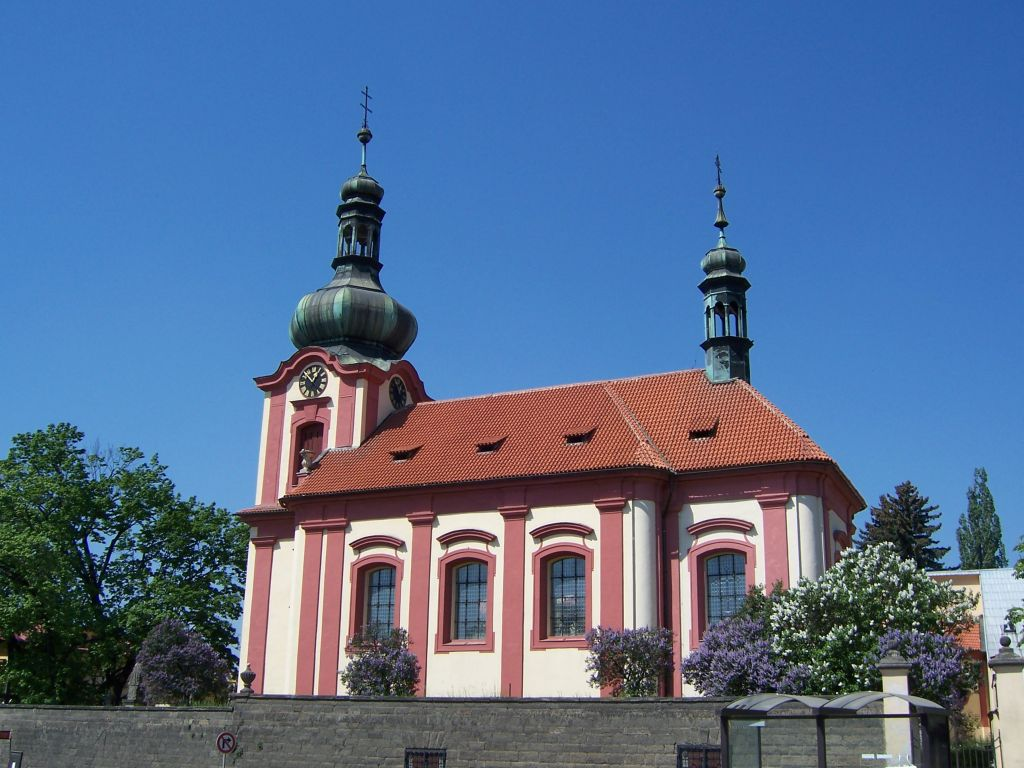
Kostel Všech svatých

### Kostely
- Kostel Všech svatých byl postaven v Uhříněvsi v letech 1740–1743 podle plánů říčanského stavitele Tomáše Vojtěcha Budila ve stylu vrcholného baroka s interiérovou výzdobou malíře Jana Petra Molitora. Barokní sochy před kostelem pocházejí ze zrušeného mariánského sloupu z Kostelce nad Černými lesy.
- Evangelický kostel s věží na Husově náměstí.

### Synagoga

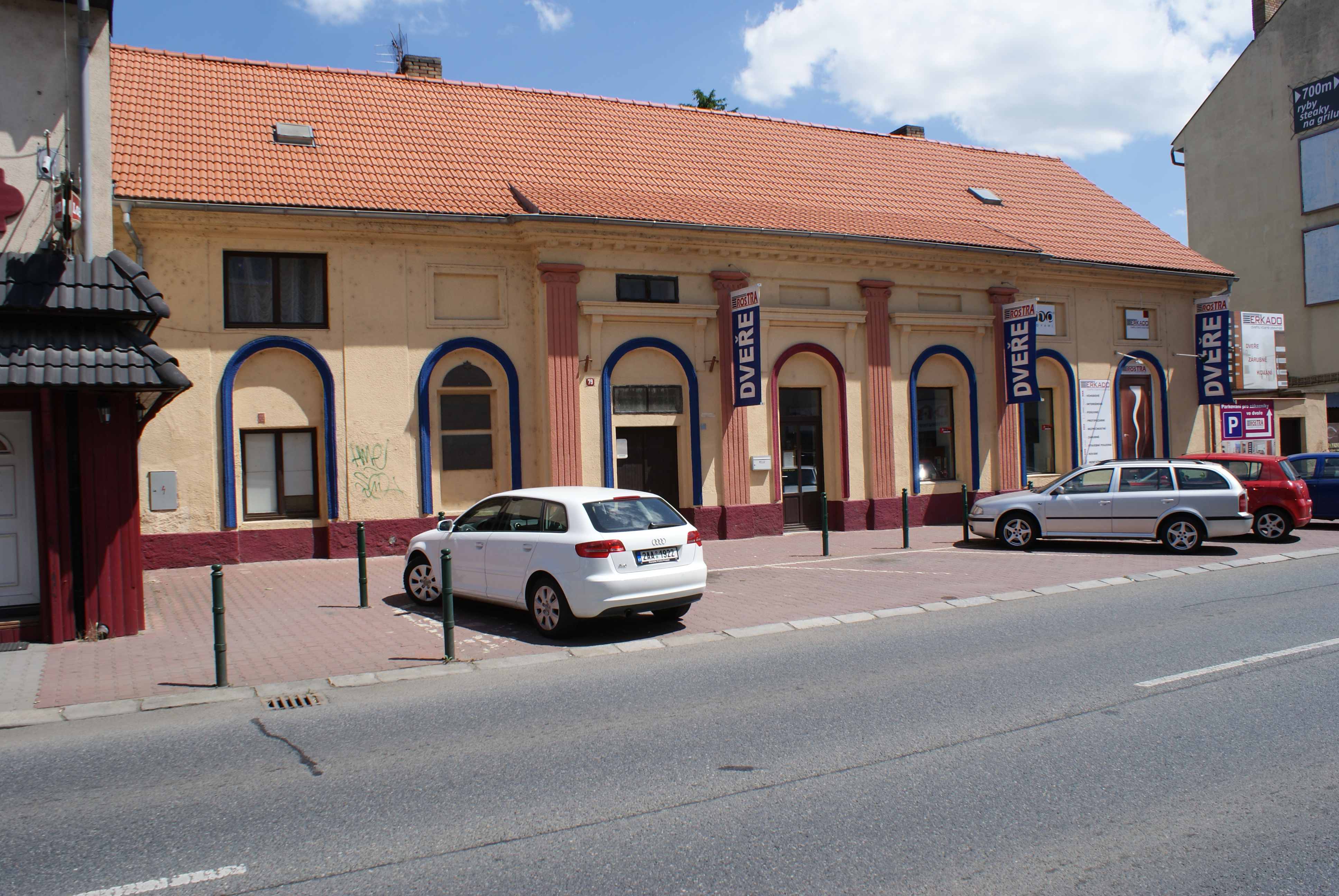
Bývalá synagoga

Bývalá synagoga, postavená v letech 1847–1848 v pozdně klasicistním slohu se nachází na třídě Přátelství jako č. p. 79.

### Židovský hřbitov

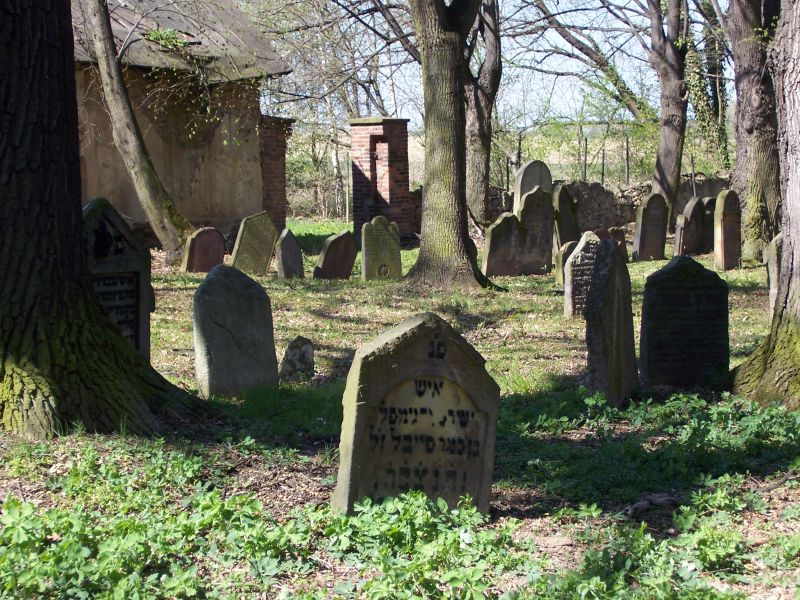
Židovský hřbitov

Na severním okraji Uhřínevsi se nachází židovský hřbitov ze 17. století se zachovalými náhrobky.

### Zámek
Zámek z roku 1591, upraven roku 1771. Dnes sídlo výzkumného ústavu.

### Další významné stavby
Mezi další významné budovy patří Uhříněveské muzeum budově bývalého cukrovaru, budova děkanství z roku 1913, renesanční mlýn na potoce (původně templářská vodárna) a sokolovna z roku 1896.

### Zaniklé stavby
Mezi zaniklé stavby patří například tvrz zbořená kolem roku 1740 pří výstavbě kostela.

## Rodáci a významné osobnosti
- Ota Bubeníček (1871–1962), malíř-krajinář
- Karel Gut (1927–2014), hokejista a funkcionář
- Václav Rosam (* 14. 9. 1859, † 31. 12. 1945), člen ČAZ, vládní rada a ředitel školního závodu Vysoké školy zemědělské v Uhříněvsi[6]
- Aleš Skřivan (* 1944), historik

## Školy
V Uhřinevsi se nacházejí dvě školy
- Základní škola nám. Bratří Jandusů, založená v roce 1884.[7] Škola má 28 tříd.

- Základní škola U Obory, založena v roce 1934. Navštěvuje ji okolo 500 žáků.[8]

## Fotogalerie

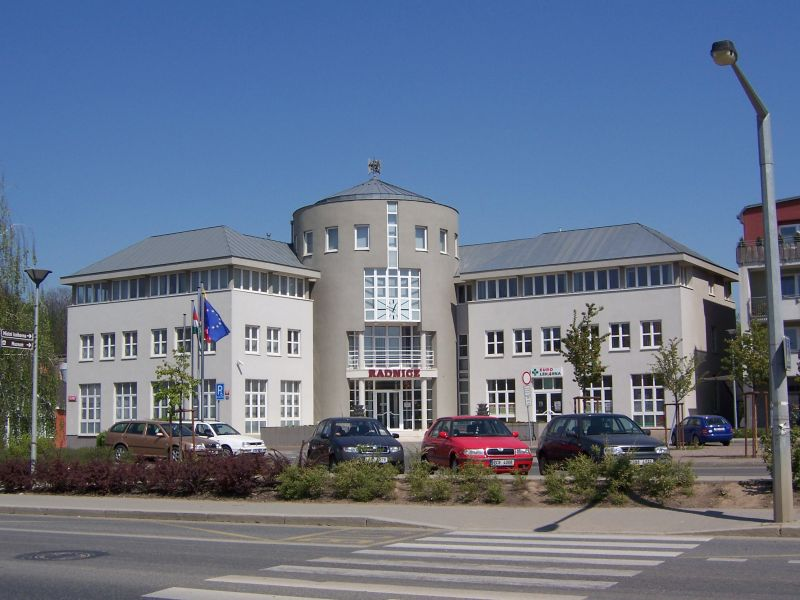
Radnice Prahy 22 na Novém náměstí
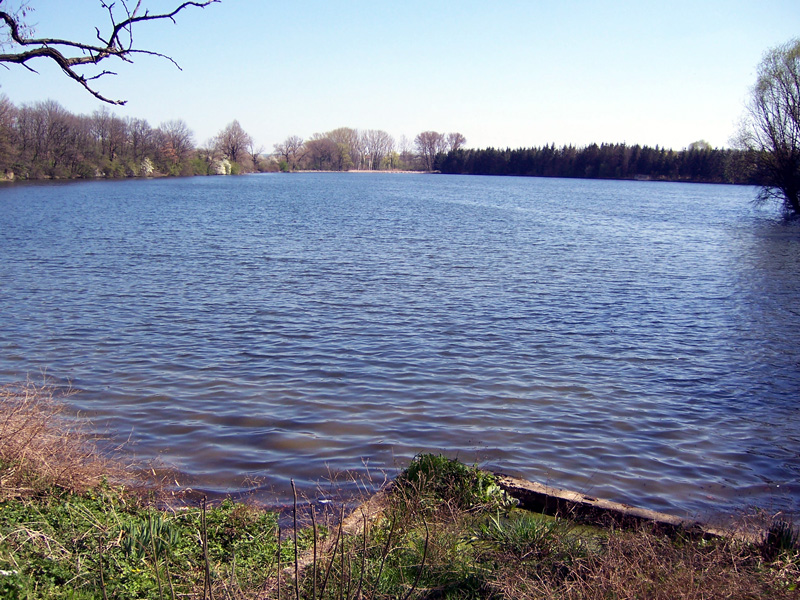
Podleský rybník severně od Uhříněvsi
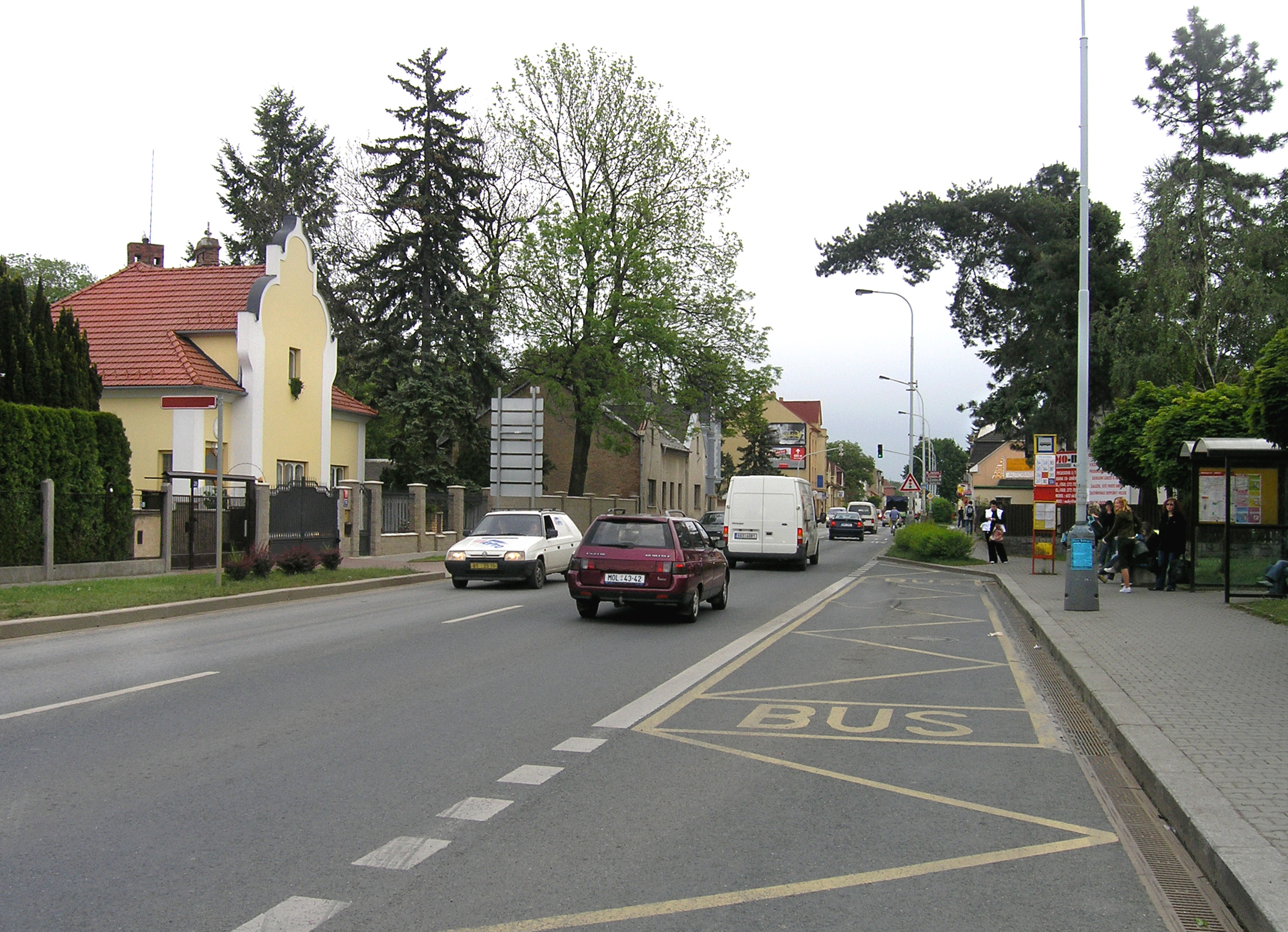
Frekventovaná ulice Přátelství procházející Uhříněvsí
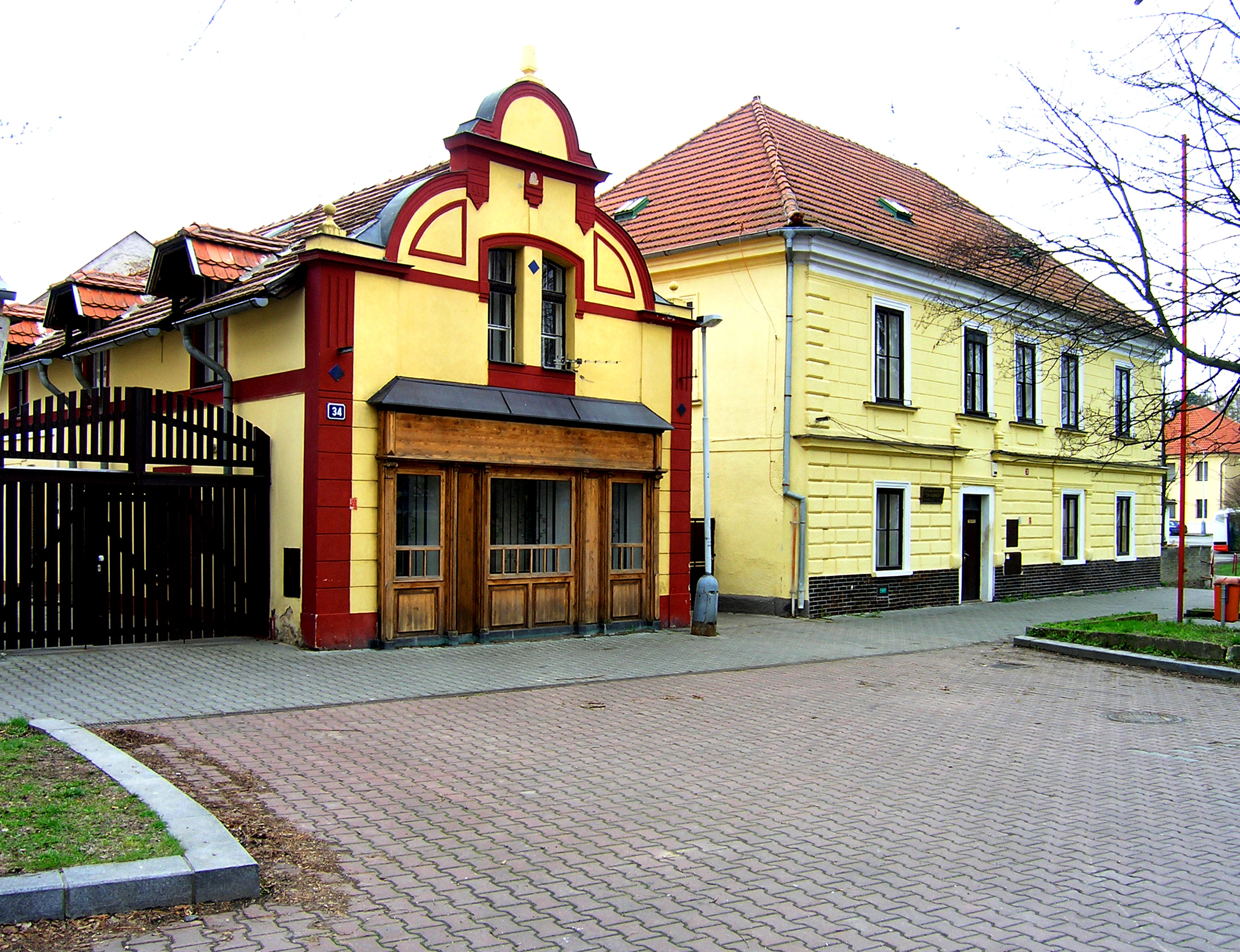
Domky na náměstí bratří Jandusů
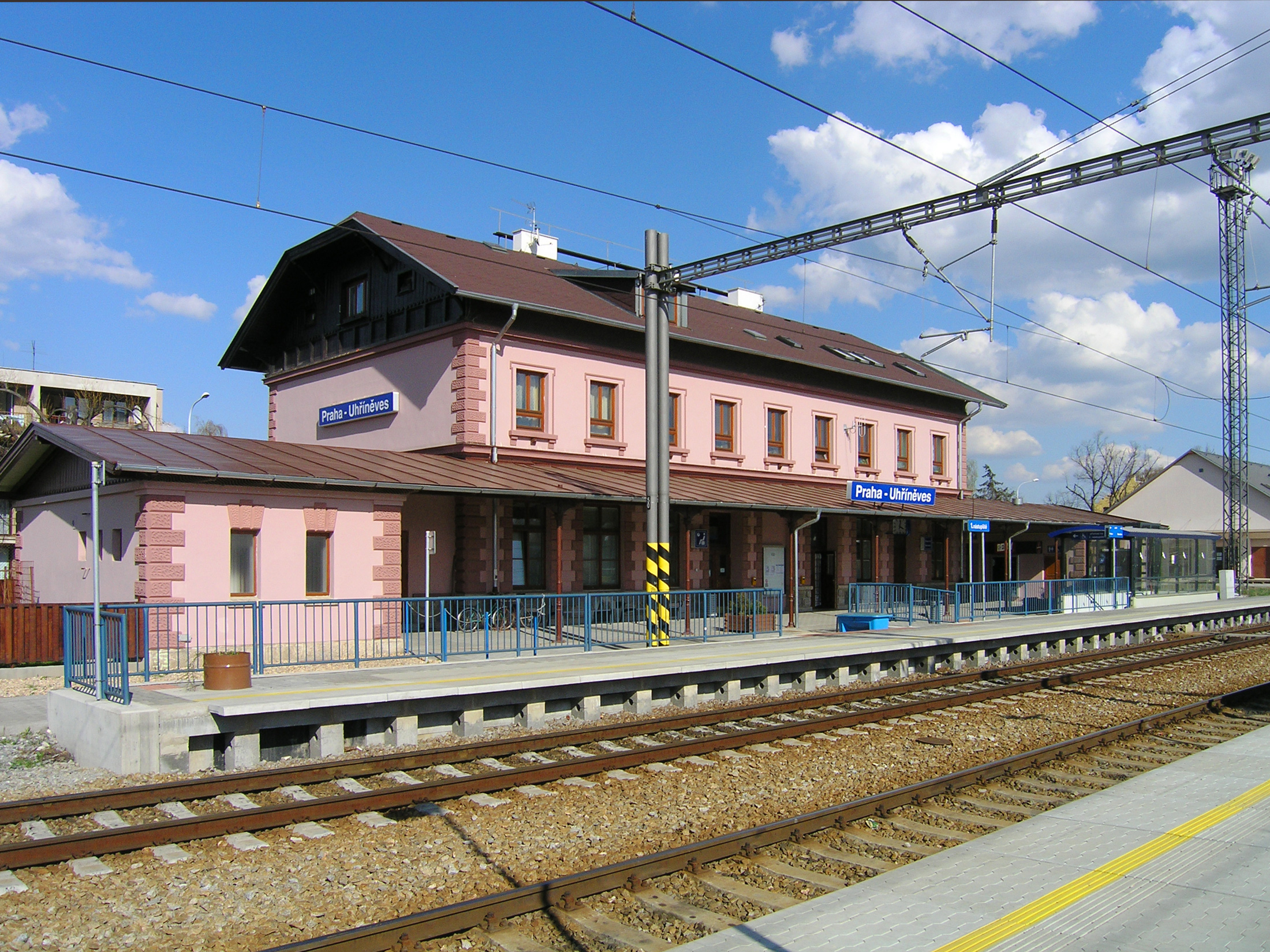
Nádraží